# 2013年夏季世界大學運動會羽球比賽
2013年夏季世界大學運動會羽球比賽於7月5日至11日在Tennis Academy舉行。

## 獎牌榜
| 排名 | 国家／地区 | 金牌 | 银牌 | 铜牌 | 總數 |
| ---- | ---------- | ---- | ---- | ---- | ---- |
| 1    | 韩国       | 5    | 0    | 2    | 7    |
| 2    | 泰国       | 1    | 0    | 2    | 3    |
| 3    | 中国       | 0    | 4    | 1    | 5    |
| 4    | 中華台北   | 0    | 1    | 3    | 4    |
| 5    | 俄罗斯     | 0    | 1    | 1    | 2    |
| 6    | 马来西亚   | 0    | 0    | 3    | 3    |
| 總計 | 總計       | 6    | 6    | 12   | 24   |

- 主辦國

## 獲勝者
| 項目     | 金牌                                                                                               | 银牌                                                                                           | 铜牌 |
| 男子單打 | 達農沙·森頌汶素（泰国）                                                                            | 高欢（中国）                                                                                   | 伊斯干达（马来西亚） |
| 男子單打 | 達農沙·森頌汶素（泰国）                                                                            | 高欢（中国）                                                                                   | 周天成 (中華台北) |
| 女子單打 | 成池鉉（韩国）                                                                                     | 戴資穎 (中華台北)                                                                              | 姚雪（中国） |
| 女子單打 | 成池鉉（韩国）                                                                                     | 戴資穎 (中華台北)                                                                              | 蓬迪·布拉那巴碩（泰国） |
| 男子雙打 | 韩国 · 高成炫 · 李龍大                                                                             | 俄罗斯 · 弗拉基米爾·伊萬諾夫 · 伊萬·索松諾夫                                                   | 韩国 · 洪智勳 · 金基正 |
| 男子雙打 | 韩国 · 高成炫 · 李龍大                                                                             | 俄罗斯 · 弗拉基米爾·伊萬諾夫 · 伊萬·索松諾夫                                                   | 马来西亚 · Loh Wei Sheng · Jagdish Singh |
| 女子雙打 | 韩国 · 張藝娜 · 金昭映                                                                             | 中国 · 田卿 · 骆羽                                                                             | 韩国 · 李紹希 · 申昇瓚 |
| 女子雙打 | 韩国 · 張藝娜 · 金昭映                                                                             | 中国 · 田卿 · 骆羽                                                                             | 马来西亚 · 鄒美君 · 李明艷 |
| 混合雙打 | 韩国 · 金基正 · 金昭映                                                                             | 中国 · 田卿 · 刘成                                                                             | 俄罗斯 · 弗拉基米爾·伊萬諾夫 · 尼娜·維斯洛娃 |
| 混合雙打 | 韩国 · 金基正 · 金昭映                                                                             | 中国 · 田卿 · 刘成                                                                             | 中華台北 陳宏麟 王沛蓉 |
| 混合團體 | 韩国 · 張藝娜 · 洪智勳 · 金基正 · Kim Min-gi · 金昭映 · 高成炫 · 李紹希 · 李龍大 · 申昇瓚 · 成池鉉 | 中国 · 陈洛勋 · 陈曦 · 高欢 · 李根 · 刘成 · 骆羽 · 孙瑜 · 索敌 · 田厚威 · 田卿 · 姚雪 · 张志君 | 泰国 · 沙威麗·阿米達拜 · Akarawin Apisuk · 因革叻·阿披素 · Pacharakamon Arkornsakul · 蓬迪·布拉那巴碩 · Chanida Julrattanamanee · Suwat Phaisansomsuk · Pisit Poodchalat · 拉温达·巴宗哉 · 達農沙·森頌汶素 · Pijtjan Wangpaiboonkij · Sermsin Wongyaprom |
| 混合團體 | 韩国 · 張藝娜 · 洪智勳 · 金基正 · Kim Min-gi · 金昭映 · 高成炫 · 李紹希 · 李龍大 · 申昇瓚 · 成池鉉 | 中国 · 陈洛勋 · 陈曦 · 高欢 · 李根 · 刘成 · 骆羽 · 孙瑜 · 索敌 · 田厚威 · 田卿 · 姚雪 · 张志君 | 中華台北 陳宏麟 姜凱心 周天成 郭浴雯 林彥睿 呂佳彬 白驍馬 戴資穎 蔡佩玲 王志豪 王沛蓉 楊智勛 |

## 外部連結
- 2013年夏季世界大學運動會 – 羽球